# 藤井松太郎
藤井 松太郎（ふじい まつたろう、1903年（明治36年）10月5日 - 1988年（昭和63年）2月4日）は、日本の鉄道技術者。第7代日本国有鉄道（国鉄）総裁（在任1973年 - 1976年）。太っ腹の親分肌といわれ、トンネルや橋梁の技術に精通していたことから“トンネル松”と呼ばれていた。

## 来歴・人物

### 鉄道省入省以前
北海道雨竜郡一已（いちゃん）村（現在の深川市）の農家藤井豊吉・チエの長男として生まれる。農家の次男であった父豊吉と母チエは1900年5月に香川県大川郡福栄村から、当時開拓が始まったばかりの一已村に親戚を頼って娘2人を連れて移住している。移住してしばらくは極貧の生活であったが、1914年から始まった第一次世界大戦による豆需要により生活が安定。1917年に当時の農家の子供としては珍しく尋常小学校から高等小学校へと進学した。さらに1919年に父の郷里に近い大川中学校（現在の香川県立三本松高等学校）に入学。中学校では成績トップであったため通常より1年早く4年で準卒業できる見通しとなり、1923年岡山市の第六高等学校 (旧制)に入学し、その後東京帝国大学工学部土木工学科へと進学した。

### 鉄道省・国鉄時代
1929年東京帝国大学を卒業して鉄道省へ入省し、鉄道技手となる。1931年3月13日に9歳年下の山下玉子と結婚。1933年に鉄道技師へと昇格し、その後日本各地でトンネルや橋梁建設にたずさわり、中国大陸でも橋梁の修繕を行った。1947年に運輸省鉄道総局施設局線路課長となり、1949年に国鉄（現・東日本旅客鉄道）信濃川発電所の建設を担当した信濃川工事事務所の所長に就任。そこで魚沼線建設を国鉄に陳情していた田中角栄と知り合い、親交を深めることとなる。1952年に国鉄理事・技師長に任命されるが、1955年、新幹線建設を巡り当時総裁であった十河信二と対立し、技師長を島秀雄に譲り建設担当常務理事となる。1958年2月任期を満了したため国鉄を退職し、日本交通技術株式会社社長に就任する。会社では建設中であった新幹線駅の設計・建設を請け負うが、1963年に国鉄総裁に就任した石田禮助からの強い要請により、国鉄に復職し再び技師長となった。1969年、石田が総裁を退任すると同時に国鉄を退職し、日本交通技術の社長に復職した。

### 総裁就任
1973年に当時内閣総理大臣であった田中角栄から要請されて第7代国鉄総裁に就任した。これは当時列島改造計画を推し進めた田中の思惑もあったといわれている。また、藤井は初代総裁下山定則以来の技術畑出身の総裁であった。在任中、当時の瀧山養技師長から新幹線の総点検を提案され1974年12月11日から7年間に渡り年7回午前中の列車を運休して行う総点検の実施を決断した。また、1975年6月には国鉄の運賃値上げに対する国民の理解を得るため全国紙などで3日にわたり「国鉄（わたくし）は話したい」と題した全面広告を掲載し大きな話題を呼んだ。
一方、当時争議権（スト権）をめぐり激化していた労使問題を巡っては、1974年の春闘時に政府と労働側で結ばれた「五項目合意」をもとに1975年秋に政府が何らかの見解を示すことが予測されており、内閣総理大臣の三木武夫は国鉄を含めた「三公社五現業」職員へのスト権付与を認めるのではないかとみられていた。これに呼応して国鉄の主要組合も所属する公共企業体等労働組合協議会（公労協）は、12月を目処にスト権を実力で奪還するための大規模なスト権ストの計画を1975年9月に明らかにした。こうした情勢を受け、予想された結論を先取りする形で藤井は1975年10月21日の衆議院予算委員会で、国鉄当局の見解として「条件付き付与」を発表する。
公労協側はその後予定を繰り上げてスト突入を11月26日とした。与党の自民党は藤井の見解に強く反発し、政府は11月25日までにスト権問題の結論は出せないとした。その結果、11月26日から一部ローカル線を除いた国鉄全線が8日間192時間に渡ってストップする事態となった。このストライキは自民党の意向を受けた政府声明により頓挫したが、自民党内からは総裁の「弱腰」批判が噴出。翌1976年2月18日に木村睦男運輸大臣に辞表を提出し、後任に高木文雄が決まった後の3月5日に国鉄を去った。

### 退任後
総裁辞任後、日本交通協会会長や日本鉄道施設協会会長を歴任。また、技師長時代から就任していた青函トンネル技術委員会の委員長として青函トンネル建設に尽力した。トンネル開通直前の1988年2月4日午前7時10分、肺癌により死去。享年84。